# Witte Klooster

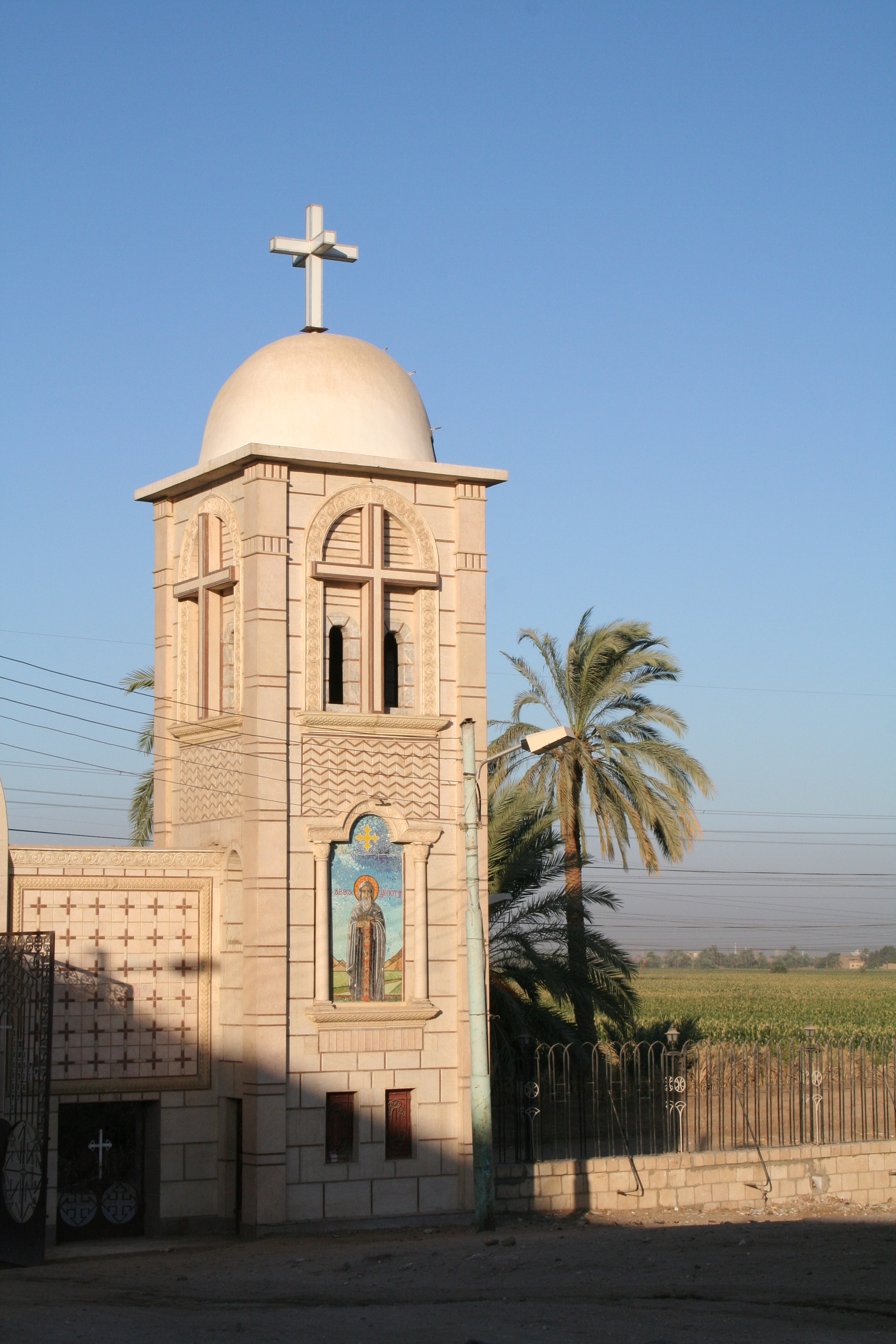
Het Witte Klooster

Het Witte Klooster (Koptisch: ⲡⲙⲟⲛⲁⲥⲧⲏⲣⲓⲟⲛ ⲛ̀ⲧⲉ ⲁⲡⲁ ϣⲉⲛⲟⲩϯ, Arabisch: الداير شرم الأبيض, Deyr el-Abiad) is een koptisch-orthodox klooster in Egypte. Het ligt niet ver van de stad Suhaj. Het klooster ligt zo'n vier kilometer ten zuidoosten van het Rode Klooster. De naam van het klooster is afgeleid van de witte kalksteen waaruit het is opgetrokken. Architectonisch verschilt het niet van het Rode Klooster.
Het klooster werd oorspronkelijk gesticht door Sint Pigol, de oom van Sjenoete van Atripe, in 442. Het werd echter groot toen de heilige Sjenoete zijn oom opvolgde. In 466 telde het klooster 2200 monniken en 1800 nonnen.
In 1980 werd het voor de laatste maal gerestaureerd.